# Aframomum alboviolaceum
Aframomum alboviolaceum là một loài thực vật có hoa trong họ Gừng. Loài này được (Ridl.) K.Schum. mô tả khoa học đầu tiên năm 1904.